# 望樓車
望樓車，是古中國時的攻城武器，在車上有一木竿，底部可轉動，使用時豎直以用六根繩索加以固定，士兵可以爬上去觀察城中敵情，因無掩護，比巢車危險。